# Ernesto Rodríguez (voleibolista)
Ernesto Hernán Rodríguez Gómez (Córdoba, Argentina, 15 de enero de 1969) es exvoleibolista español. 

## Trayectoria
Comenzó a jugar a voleibol a la edad de 11 años en la cantera del Son Amar Palma equipo con el que conseguiría 2 Superligas, 2 Copas del Rey y la medalla de bronce en la Copa de Europa de 1990.Tras la desaparición de dicho equipo, continuó en las filas de Club Voleibol Orisba Palma consiguiento 2 Superligas y 2 Copas del Rey y 1 Supercopa de España. En 1991 se unió a la concentración española para jugar la Olimpiada de Barcelona 92 donde se consiguió diploma olímpico (8ª posición). En ese año es nombrado Deportista de Alto Nivel. Temporada 92/93 se une a Grupo Duero Soria que más tarde se llamaría Numancia. Allí consiguió 2 Superligas, 1 Copa Del Rey y 1 medalla de plata en la Europa de Europa. Vuelve a concentrarse en 1995 con la Selección Nacional para preparar los Juegos Olímpicos de Atlanta, aunque perdieron en la final del clasificatorio contra Polonia (3-2) lo que les impidió acudir a los JJOO. Temporada 1996/97 ficha con Unicaja Almería. Allí consigue 3 Superligas y 3 Copas del Rey. En el año 2000 juega sus segundos JJOO, Sídney 2000, quedando novenos execuos. Después de esas olimpiadas se retira como jugador profesional y ficha por Club Voleibol Portol como entrenador ayudando también como jugador consiguieron el ascenso a Superliga 1. Club en el que está durante tres temporadas.
En 2003 deja de ser jugador de la plantilla para ser entrenador del Pórtol tras abandonar su cargo Jesús Sánchez Jover por motivos personales, siendo cesado a mediados de la temporada por Vladimir Bogoevski. Entre 2004 y 2009 fue entrenador del Icaro consiguiendo 2 ascensos, 1 Copa Princesa y 2 subcampeonatos en Superliga 1. En 2009 es nombrado director del Centro de Tecnificación de Voleibol de las Islas Baleares hasta la fecha.

## Selección nacional
Alcanzó un total de 371 internacionalidades con España con la que participó en dos juegos olímpicos, Barcelo '92 y Sídney '00.
Ha jugado 7 ligas mundiales. En 1998 jugó el Campeonato del Mundo en Japón.